# Hyde County, North Carolina
Hyde County är ett administrativt område i delstaten North Carolina, USA, med 5 810 invånare. Den administrativa huvudorten (county seat) är Swan Quarter. 

## Geografi
Enligt United States Census Bureau så har countyt en total area på 3 688 km². 1 588 km² av den arean är land och 2 100 km² är vatten. 

### Angränsande countyn
- Tyrrell County - nord
- Dare County - nordost
- Carteret County - sydväst
- Beaufort County - väster
- Washington County - nordväst